# Зіневич Наталія Олексіївна
Наталія Олексіївна Зіневич (нар. 4 червня 1976, Ірпінь, Київська область) — український історик.
Кандидат історичних наук (2006). Старший науковий співробітник Інститут української археографії та джерелознавства ім. М.С. Грушевського Національної академії наук України.

## Наукова діяльність
- 1998 —  з відзнакою закінчила історичний факультет Національного педагогічного університету ім. М.П. Драгоманова.
- 1998 —  працює у відділі пам'яток української культури Інститут української археографії та джерелознавства ім. М.С. Грушевського Національної академії наук України (далі - ІУАД).
- 2000 — 2002 технічний секретар спеціалізованої вченої ради по захисту дисертацій при ІУАД.
- 2006 року захистила кандидатську дисертацію «Циганський етнос в Україні: історіографія та джерела)» (науковий керівник — член-кореспондент НАН України, доктор історичних наук, професор Наулко Всеволод Іванович).
- 2008 — наукове стажування в Інституті етнографії з музеєм Болгарської Академії наук.
- В 2010 — 2012 —  науковий редактор та секретар редколегії історико-філологічного часопису «Київська старовина».
- З 2013 —  дійсний член European Academic Network on Romani Studies [Архівовано 23 січня 2019 у Wayback Machine.] при Раді Європи.
- З 2011 року бере активну участь у консультуванні наукових учнівських робіт та роботі в складі журі Київського відділення Малої академії наук та Міжнародних конкурсів учнівських робіт "Історія і уроки Голокосту [Архівовано 18 січня 2019 у Wayback Machine.]" ім. І.Б. Медвинського.
- З 2016 року від ІУАД — інституційне членство в Мережі академічних інституцій з ромських студій  Network of Academic Institutions in Romani Studies [Архівовано 21 січня 2019 у Wayback Machine.]
- З 2016 року учасниця Лінгвістичного проєкту «Ромські діалекти України [Архівовано 22 січня 2019 у Wayback Machine.]» під керівництвом к.ф.н. М. Ослона (Львів)
- 2016 - 2017 — співавторка та науковий консультант документального проєкту "Сім історій успішних ромських жінок України"
- 2016 - 2018 — наукова експертка проєкту і виставкової експозиції «Трагедія ромського народу в Україні та Молдові» у Музеї «Пам’ять єврейського народу та Голокост в Україні» Українського інституту вивчення Голокосту «Ткума».

## Громадська діяльність
- 2008 — 2016 рр. очолювала профспілкову організацію Інституту.
- 2016 — співзасновниця ГО Платформа для змін: Ре:Дизайн

## Кураторська діяльність
- з 2001 року — кураторка від Інституту української археографії та джерелознавства ім. М.С. Грушевського НАН України та член журі Київського етапу конкурсу наукових робіт Малої академії наук.
- 2015 р. — кураторка фотовиставки та презентації на тему"Пам’ять про нацистський геноцид ромів: український та європейський виміри (до 70-річчя закінчення Другої світової війни, до Міжнародного дня пам’яті жертв геноциду ромів та 10-ї річниці його офіційного відзначення в Україні)" у Національному музеї історії України 2 серпня 2015 року.
- 2017 р. — кураторка спецпроєкту "Роми: (не) відомі" на Книжковому Арсеналі.
- 2018 р. — кураторка літньої медіашколи Інформаційної агенції "Погляд".